# Squinas Indian Reserve 2
Squinas Indian Reserve 2 är ett reservat i Kanada.   Det ligger i provinsen British Columbia, i den sydvästra delen av landet, 3 600 km väster om huvudstaden Ottawa. Squinas Indian Reserve 2 ligger vid sjön Anahim Lake.
I omgivningarna runt Squinas Indian Reserve 2 växer i huvudsak barrskog. Trakten runt Squinas Indian Reserve 2 är nära nog obefolkad, med mindre än två invånare per kvadratkilometer.